# Chroesthes
Chroesthes, biljni rod iz porodice primogovki smješten u tribus Barlerieae, dio potporodice Acanthoideae. Sastoji se od 4 vrste rasprostranjene po južnoj Kini, Indokini i Maleziji. Opisan je u Bulletin du Muséum d'Histoire Naturelle 33: 107. 1927. 

## Opis
Grmovi. Lišće nasuprotno, peteljkasto; rub plojke lista cijeli. Cvatovi završni, tirse ( vrsta cvata u kojoj glavna os neodređeno raste, a podosovi imaju određen rast); brakteje i brakteole zelenkaste. Čaška nejednako 5-režnjevita; stražnji režanj najveći, 2 bočna režnja manja od 2 prednja režnja. Cjevčica vjenčića bazalno cilindrična i proširena distalno u grlo; krak (limb) 2-usna, donja usna 3 režnja, gornja usna 2 režnja; režnjevi kvinkuncialni u pupoljku (latica ili čašica peteročlanog vjenčića ili čaške u pupoljku, raspoređenih tako da dva člana potpuno preklapaju druga dva, a peti se preklapa na jednom rubu i sam je preklopljen na drugom). Prašnici 4, nisu spojeni, stražnji par kraći od prednjeg para, umetnut u dnu grla; prašnici 2 teke; teke paralelne, umetnute na različitim visinama, dorzalno dlakave, na dnu izbočene. Jajnik s 2 ovule po mjestu; stil bazalno slabo dlakavi. Stručak kapsule odsutan ili jedva prisutan; prisutna retinakula. Sjeme komprimirano, smećkasto dlakavo. 

## Vrste
1. Chroesthes bracteata (J.B.Imlay) B.Hansen
2. Chroesthes faizaltahiriana Siti-Munirah
3. Chroesthes lanceolata (T.Anderson) B.Hansen
4. Chroesthes longifolia (Wight) B.Hansen